# 中野富士見町駅
中野富士見町駅（なかのふじみちょうえき）は、東京都中野区弥生町五丁目にある、東京地下鉄（東京メトロ）丸ノ内線（分岐線）の駅である。駅番号はMb 04。中野区最南端の駅。

## 歴史
- 1961年（昭和36年）2月8日：帝都高速度交通営団（営団地下鉄）荻窪線分岐線の駅として開業。
- 1972年（昭和47年）4月1日：荻窪線分岐線を丸ノ内線（分岐線）に改称。
- 2004年（平成16年）
  - 4月1日：帝都高速度交通営団（営団地下鉄）民営化に伴い、当駅は東京地下鉄（東京メトロ）に継承される[3]。
  - 5月8日：1・2番線のホームドアおよび2番線の可動ステップ稼動開始[4][5]。
- 2007年（平成19年）
  - 1月30日：エレベーター設置工事竣工、稼動開始（1・2番線両ホームにそれぞれ設置、改札口に連絡）。
  - 3月18日：ICカード「PASMO」の利用が可能となる[6]。
- 2010年（平成22年）2月：リニューアル工事が完了[7]。
- 2016年（平成28年）11月：訪日外国人旅行者の利便性向上のため、駅ナンバリングが発音上同一であった「中野富士見町(m-04)・東高円寺(M-04)」について、自動放送による発音上の区別をつけるよう、当駅の路線記号をm（エム）からMb（エムビー、Marunouchi branch line の頭文字）に変更[2]。
- 2019年（令和元年）7月5日：発車メロディを導入。

## 駅構造
相対式ホーム2面2線を有する地下駅。可動式ホーム柵が設置されている。改札口・出口は1か所のみで、ホームと改札口との間にはエレベーターが設置されている。
トイレは開業以来改札内に男女共用のものが設置されていたが、2009年9月15日より改札外に新設された男女別トイレの供用を開始した。

### のりば
| 番線 | 路線     | 行先         |
| ---- | -------- | ------------ |
| 1    | 丸ノ内線 | 方南町ゆき   |
| 2    | 丸ノ内線 | 中野坂上方面 |

（出典：東京メトロ:構内図）
中野車両基地（中野検車区、中野工場）の最寄り駅であることから、朝夕には当駅始発・終着の本線直通列車が設定されている（一部の入出庫列車は回送の上で方南町発着）。また当駅始発方南町行きや新宿三丁目行き、深夜時間帯には荻窪発当駅終着もごく僅かに設定されている。中野車両基地へ連絡する線路は、1番線を出発してほどなく左方向へと分岐しているが、2番線ホームの最後尾（方南町寄り）に立ってもはっきりと見える。

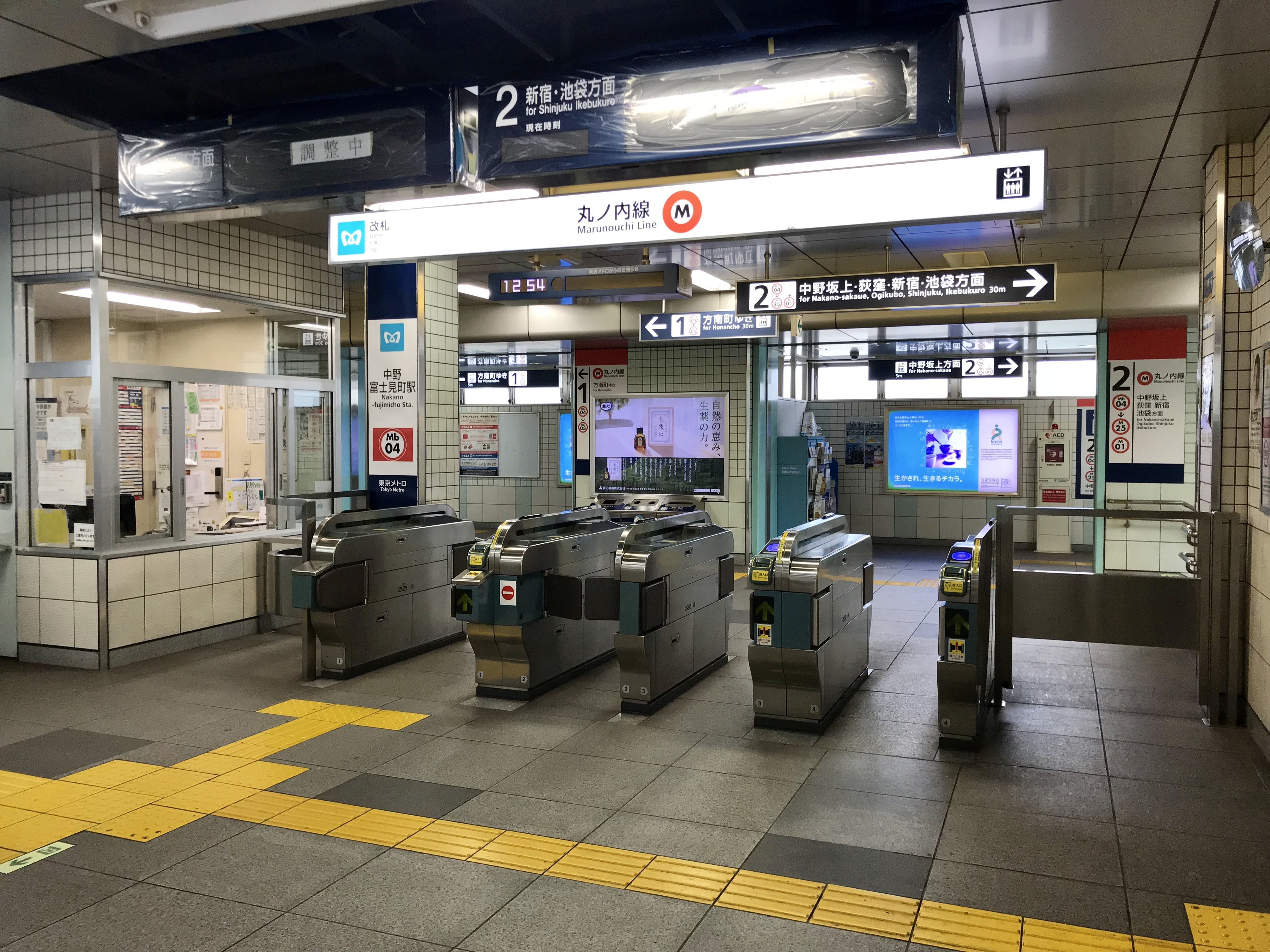
改札口（2018年9月14日）
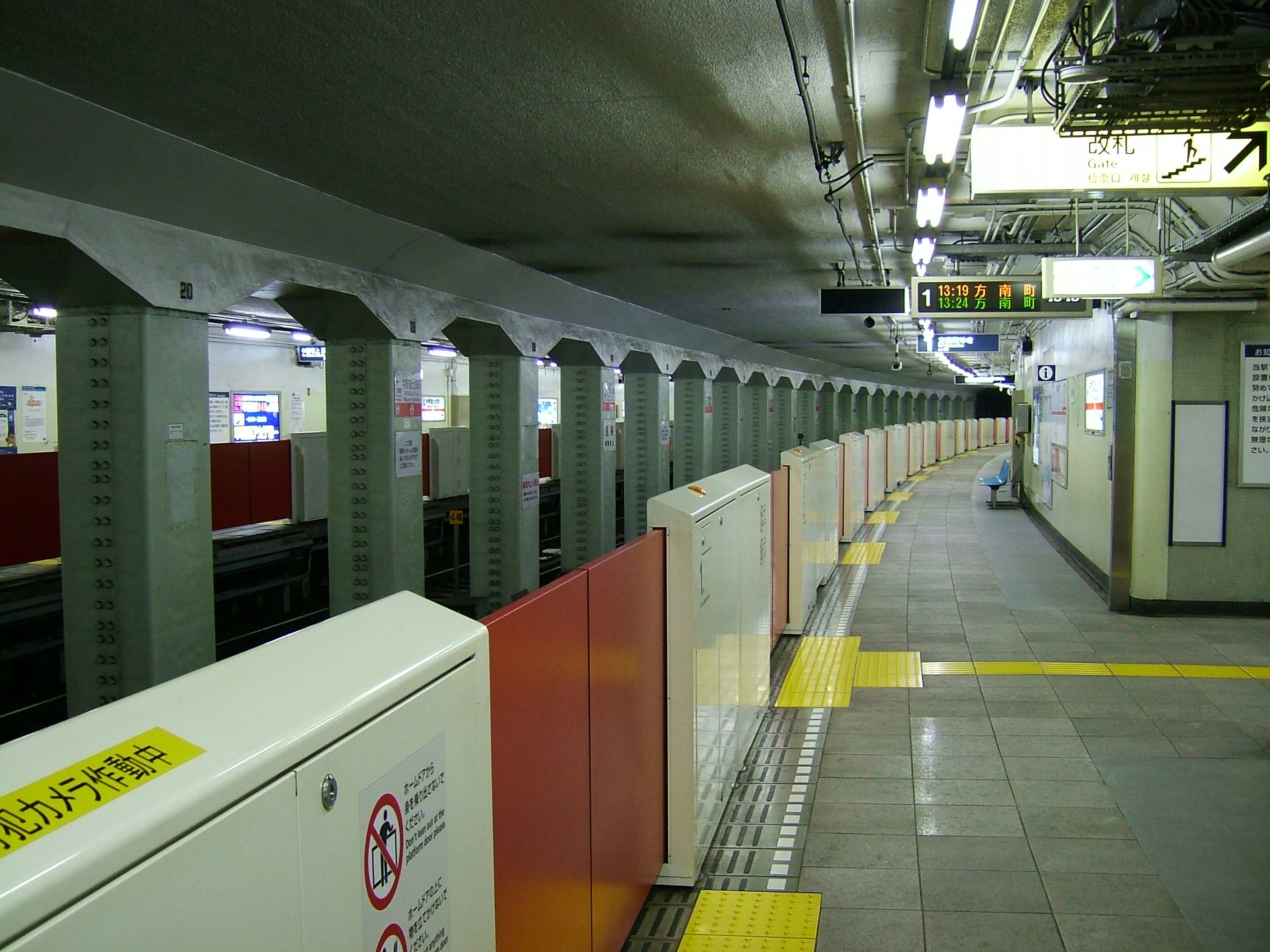
改修前のホーム（2006年12月20日）
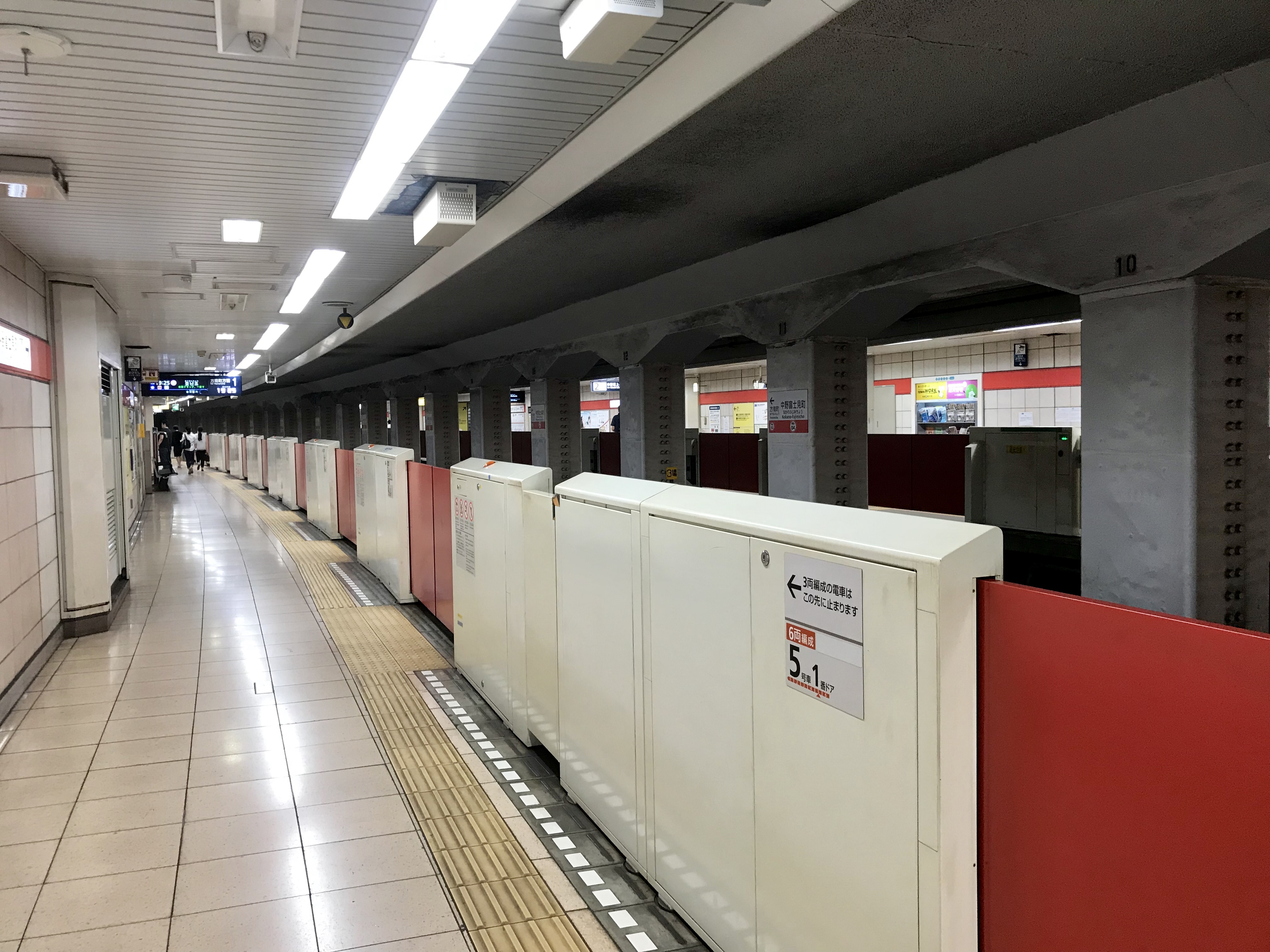
改修後のホーム（2019年8月29日）

### 発車メロディ
2019年7月5日のダイヤ改正で、方南町駅への6両編成の列車の乗り入れが開始されたことに伴い、スイッチ制作の発車メロディ（発車サイン音）が導入されている。
曲は1番線が「スタイルブック」、2番線が「コサージュ」（いずれも福嶋尚哉作曲）である。

## 利用状況
2024年度の1日平均乗降人員は19,307人であり、東京メトロ全130駅中126位。
近年の1日平均乗降・乗車人員推移は下表の通り。
| 年度               | 1日平均 乗降人員 | 1日平均 乗車人員 | 出典     |
| ------------------ | ---------------- | ---------------- | -------- |
| 1990年（平成02年） |                  | 9,762            | [ * 1 ]  |
| 1991年（平成03年） |                  | 9,678            | [ * 2 ]  |
| 1992年（平成04年） |                  | 9,682            | [ * 3 ]  |
| 1993年（平成05年） |                  | 9,595            | [ * 4 ]  |
| 1994年（平成06年） |                  | 9,321            | [ * 5 ]  |
| 1995年（平成07年） |                  | 9,189            | [ * 6 ]  |
| 1996年（平成08年） |                  | 9,022            | [ * 7 ]  |
| 1997年（平成09年） |                  | 9,038            | [ * 8 ]  |
| 1998年（平成10年） |                  | 9,151            | [ * 9 ]  |
| 1999年（平成11年） |                  | 8,986            | [ * 10 ] |
| 2000年（平成12年） | 17,419           | 8,995            | [ * 11 ] |
| 2001年（平成13年） | 17,591           | 9,052            | [ * 12 ] |
| 2002年（平成14年） | 17,747           | 9,011            | [ * 13 ] |
| 2003年（平成15年） | 17,809           | 9,066            | [ * 14 ] |
| 2004年（平成16年） | 17,496           | 8,934            | [ * 15 ] |
| 2005年（平成17年） | 17,220           | 8,729            | [ * 16 ] |
| 2006年（平成18年） | 17,092           | 8,658            | [ * 17 ] |
| 2007年（平成19年） | 17,292           | 8,760            | [ * 18 ] |
| 2008年（平成20年） | 17,833           | 9,038            | [ * 19 ] |
| 2009年（平成21年） | 17,950           | 9,121            | [ * 20 ] |
| 2010年（平成22年） | 17,988           | 9,112            | [ * 21 ] |
| 2011年（平成23年） | 17,671           | 8,994            | [ * 22 ] |
| 2012年（平成24年） | 17,575           | 8,885            | [ * 23 ] |
| 2013年（平成25年） | 18,285           | 9,252            | [ * 24 ] |
| 2014年（平成26年） | 18,167           | 9,178            | [ * 25 ] |
| 2015年（平成27年） | 18,741           | 9,456            | [ * 26 ] |
| 2016年（平成28年） | 19,025           | 9,600            | [ * 27 ] |
| 2017年（平成29年） | 19,481           | 9,814            | [ * 28 ] |
| 2018年（平成30年） | 20,161           | 10,137           | [ * 29 ] |
| 2019年（令和元年） | 20,202           | 10,142           | [ * 30 ] |
| 2020年（令和02年） | 14,960           |                  |          |
| 2021年（令和03年） | 15,590           |                  |          |
| 2022年（令和04年） | 17,111           |                  |          |
| 2023年（令和05年） | 18,372           |                  |          |
| 2024年（令和06年） | 19,307           |                  |          |

## 駅周辺
駅は中野区に所在するが、杉並区との区境に近接する。
- 中野区鍋横区民活動センター
- 中野区役所 南中野地域事務所・南中野区民活動センター
- 中野区立南台図書館
- 東京都立富士高等学校・附属中学校
- 杉並能楽堂
- 中野本町五郵便局
- 中野南台二郵便局
- 立正佼成会各施設
  - 佼成会通り商店会
- 東京地下鉄中野車両基地
- 東京地下鉄研修センター
- 京王バス中野営業所
- 中野通り
- 方南通り（東京都道14号新宿国立線）
- 神田川
- オオゼキ杉並和田店

## バス路線
京王バスにより運行されている。

### 中野車庫
- 宿41系統・宿45系統：六号通り経由新宿駅西口行
- 宿45系統・渋63系統・中81系統：杉山公園経由中野駅行
- 渋63系統：幡ヶ谷経由渋谷駅行
- 渋64系統：中野坂上駅経由中野駅行
- 渋64系統：弥生町一丁目経由渋谷駅行
- 中71系統：鍋屋横丁経由中野駅行
- 中71系統：佼成会聖堂経由永福町行
- 中81系統：代田橋循環

### 中野富士見町駅入口
- 中71系統：鍋屋横丁経由中野駅行
- 中71系統：佼成会聖堂経由永福町行

### 佼成行学園
- 宿32系統：多田小学校・西新宿五丁目駅経由新宿駅西口行
- 宿32系統：佼成会聖堂行
- 宿35系統：杏林大学杉並病院行
- 宿35系統：多田小学校・西新宿五丁目駅経由新宿駅西口行

## 隣の駅
東京地下鉄（東京メトロ）
 丸ノ内線（分岐線）
方南町駅 (Mb 03) - 中野富士見町駅 (Mb 04) - 中野新橋駅 (Mb 05)